# Râle de forêt
Rallina eurizonoides
Espèce
Statut de conservation UICN

 LC  : Préoccupation mineure
Le Râle de forêt (Rallina eurizonoides) est une espèce d'oiseaux de la famille des Rallidae.

## Répartition
Cette espèce vit en Asie, depuis l'Inde et le Pakistan à l'est, le Sri Lanka jusqu'aux Philippines et en Indonésie.